# Tweede Slag om Nola
De Tweede Slag om Nola, in de buurt van Napels, werd gevochten in 215 v.Chr. tussen Hannibal's leger en een Romeins leger onder leiding van Marcus Claudius Marcellus. Het was de tweede poging van Carthageense Hannibal om Nola te veroveren na een mislukte poging in het jaar daarvoor. Het lukte hem weer niet en hij probeerde het nog een keer, zonder succes, het jaar daarop.